# 電撃PS2
『電撃PS2』（でんげきピーエスツー）は、かつてアスキー・メディアワークスから発行されていたゲーム雑誌。旧誌名は『電撃PlayStation D』。略称は「DPS2」「DPS-D」など。

## 概要

### 沿革
1997年1月22日に『電撃PlayStation』の増刊として『電撃PlayStation D』第1号が刊行。1998年10月発売の『D11』（第11号）より月刊化され、2001年9月にPlayStation 2のコンテンツをメインとしてリニューアルされた際に『電撃PS2』の名称に変更された。
なお、付録のディスクには『電撃PlayStation D』と通し番号が振られており、『電撃PS2』への誌名変更後も『電撃PlayStation D』時代から引き続いて番号が振られている。それらは、表紙の片隅やDVD-ROMのレーベル面に記載されている。
2008年2月15日発売のD96を最後に発行されていない。2009年以降不定期に刊行された『DENGEKI PLAYSTATION3』（電撃PlayStation増刊）はA4ワイド判でグラビア重視の誌面であり、『電撃PS2』とはコンセプトが異なる。

### 特徴
ゲームの体験版やデモムービー、隠し要素が解禁された状態など（本誌のみでしか得られない特典の場合もある）のメモリーカードデータが収録されたPlayStation 2用DVD-ROM（誌名変更前はPlayStation用CD-ROM、誌名変更後も収録内容によってはCD-ROMの場合がある）が付録になっている。
一時期、付録がDVD-ROMとDVD-Videoの2枚組となり、デモムービーはDVD-Video側に収録されていた。
誌面には、『電撃PlayStation』と同様に、企画コーナーやおたよりの紹介などが掲載されている。

### 電撃PlayStation D 時代の特色について
『電撃PlayStation D』時代の付録CD-ROMには、本誌の読者コーナーで連載された読者参加小説（いわゆるリレー小説）『DPS-Novel』の総集編をはじめ、プレゼントのあるクイズコーナーやオリジナルゲームなどが収録されていた。初期の頃から一定の時期までメニュー画面や表紙には、猫有馬によるオリジナルキャラクターのイラストが描かれていた。なお、キャラには複数登場し各自に設定があった。表紙については、1 - 3号までは七瀬葵が担当した。
また、毎号ごとにメニュー画面用とクイズコーナー用にオリジナルソングが2種類用意され（メモリーカードデータ特集号など収録されていない号もある）、聴くことができた。楽曲の歌詞のほとんどに「電撃プレイステーション」「ゲーム」を含んでいる。これらオリジナルソングは、その後に特別増刊『電撃マニアックス』の付録CD-ROMにまとめてMP3形式で収録された（D42のものを除く）。MP3のID3タグ情報によると、アーティスト名義はすべて「BEADS」となっている。ただし、タイトル部分は収録号数が振られているだけで、曲名は特に設定されていない。